# Interchernes clarkorum
Genre
Espèce
Interchernes clarkorum, unique représentant du genre Interchernes, est une espèce de pseudoscorpions de la famille des Chernetidae.

## Distribution
Cette espèce est endémique de Basse-Californie au Mexique. Elle se rencontre vers Santo Tomás.

## Publication originale
- Muchmore, 1980 : Interchernes, a new genus of pseudoscorpion from Baja California (Pseudoscorpionida: Chernetidae). Southwestern Naturalist, vol. 25, p. 89-94.